# Agapetus tomus
Agapetus tomus är en nattsländeart som beskrevs av Ross 1941. Agapetus tomus ingår i släktet Agapetus och familjen stenhusnattsländor. Inga underarter finns listade i Catalogue of Life.